# Đức Tắc
Đức Tắc (tiếng Trung: 德塞; 1654 – 1670) là một hoàng thân của nhà Thanh trong lịch sử Trung Quốc, người thừa kế 1 trong 12 tước vị Thiết mạo tử vương. Kỳ tịch của ông thuộc Viễn chi Tông thất Tương Lam kỳ Đệ ngũ tộc.

## Cuộc đời
Đức Tái sinh vào giờ Tỵ, ngày 1 tháng 10 (âm lịch) năm Thuận Trị thứ 10 (1654), trong gia tộc Ái Tân Giác La, tại Trịnh vương phủ ở Kinh sư. Ông là con trai thứ ba của Giản Thuần Thân vương Tế Độ, mẹ ông là Đích Phúc tấn Bác Nhĩ Tế Cát Đặc thị – con gái của Bối lặc Xước Nhĩ Tế, em gái của Hiếu Huệ Chương Hoàng hậu và Thục Huệ phi. Năm Thuận Trị thứ 17 (1660), phụ thân ông qua đời, ông được thế tập tước vị Giản Thân vương (簡親王) đời thứ 2, tức Trịnh Thân vương đời thứ 3. Năm Khang Hi thứ 9 (1670), ngày 22 tháng 3 (âm lịch), buổi trưa, ông qua đời khi còn khá trẻ, khi mới 17 tuổi, được truy thụy Giản Huệ Thân vương (簡惠親王). Tước vị do anh trai ông là Lạt Bố thừa kế.

## Gia đình
- Đích Phúc tấn: Nữu Hỗ Lộc thị (纽钴禄氏), con gái của Tam đẳng Thị vệ Sắc Lượng (色亮) – con trai Át Tất Long.